# 北京华文学院

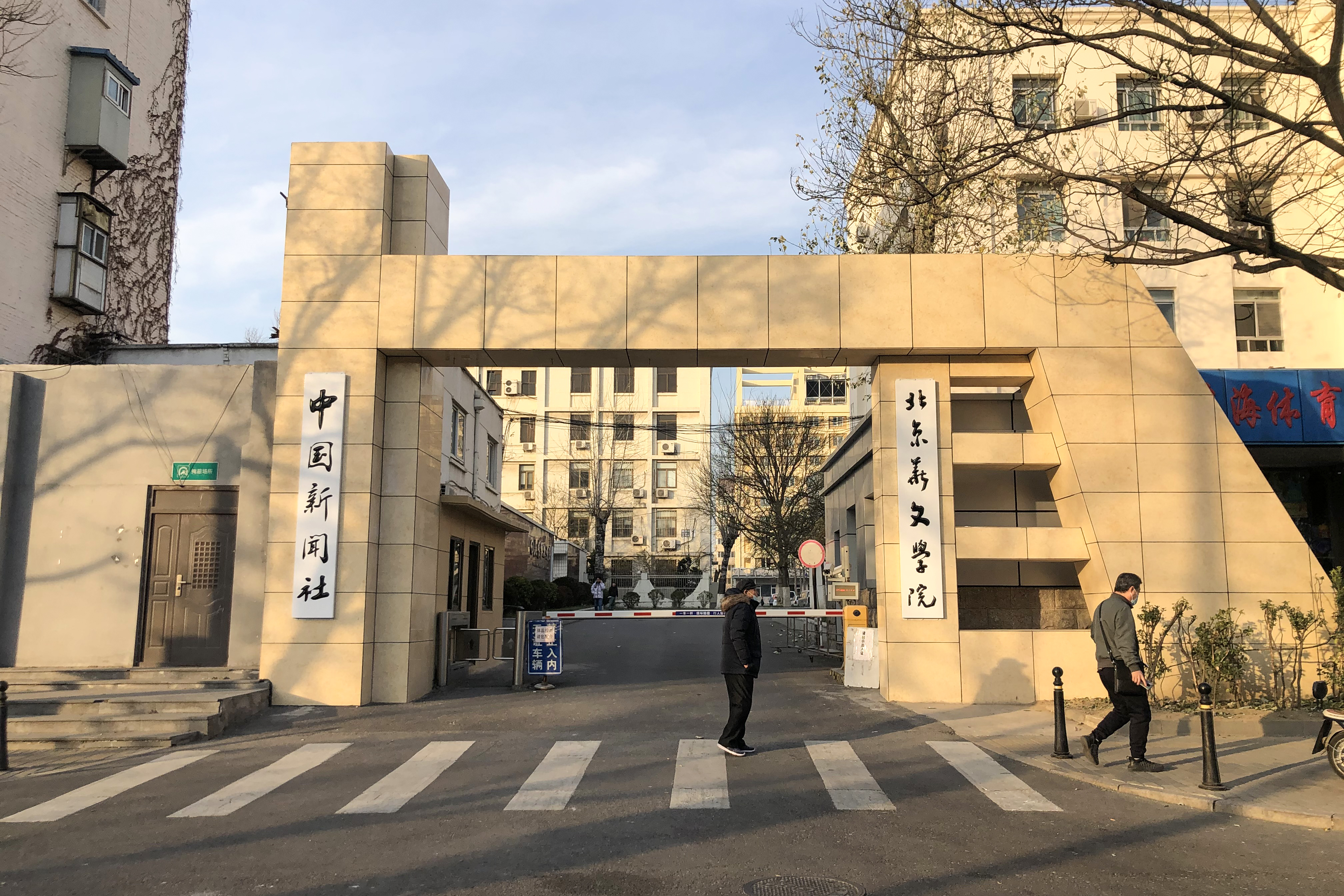
北京华文学院与中国新闻社南门（2020年12月）

北京华文学院始建于1950年，是中华人民共和国唯一一所专门从事华文教育的专业院校，在西城区阜成门外大街和昌平区北清路均设有校区。学院前身为北京归国华侨学生中等补习学校、北京中国语言文化学校，1966年曾因文化大革命而被迫停课，国务院侨务办公室成立后于1981年复校。目前，学校直属中国共产党中央统一战线工作部领导。
2025年2月20日，中華民國教育部部長鄭英耀以該校為中国共产党中央委员会统一战线工作部管理為由，稱「學習過程中帶有政治目的，評估將是非理想的學習場域」，公告禁止臺灣高校與之交流，並終止承認該校學歷。